# Casalattico
Casalattico est une commune italienne de la province de Frosinone dans la région Latium en Italie.

## Administration
| Période                                  | Période  | Identité           | Étiquette | Qualité    |
| ---------------------------------------- | -------- | ------------------ | --------- | ---------- |
| 29 mai 2006                              | En cours | Giuseppe Benedetti |           | Chirurgien |
| Les données manquantes sont à compléter. |          |                    |           |            |

### Communes limitrophes
Arpino, Atina, Casalvieri, Colle San Magno, Santopadre, Terelle